# Bahnhof Ingolstadt Nord

Der Bahnhof Ingolstadt Nord ist neben dem Ingolstädter Hauptbahnhof und dem Haltepunkt Ingolstadt Audi der dritte in Betrieb befindliche Personenbahnhof in Ingolstadt. Im Unterschied zum Hauptbahnhof befindet er sich nahe der Innenstadt, wird jedoch ausschließlich im Regionalverkehr bedient.

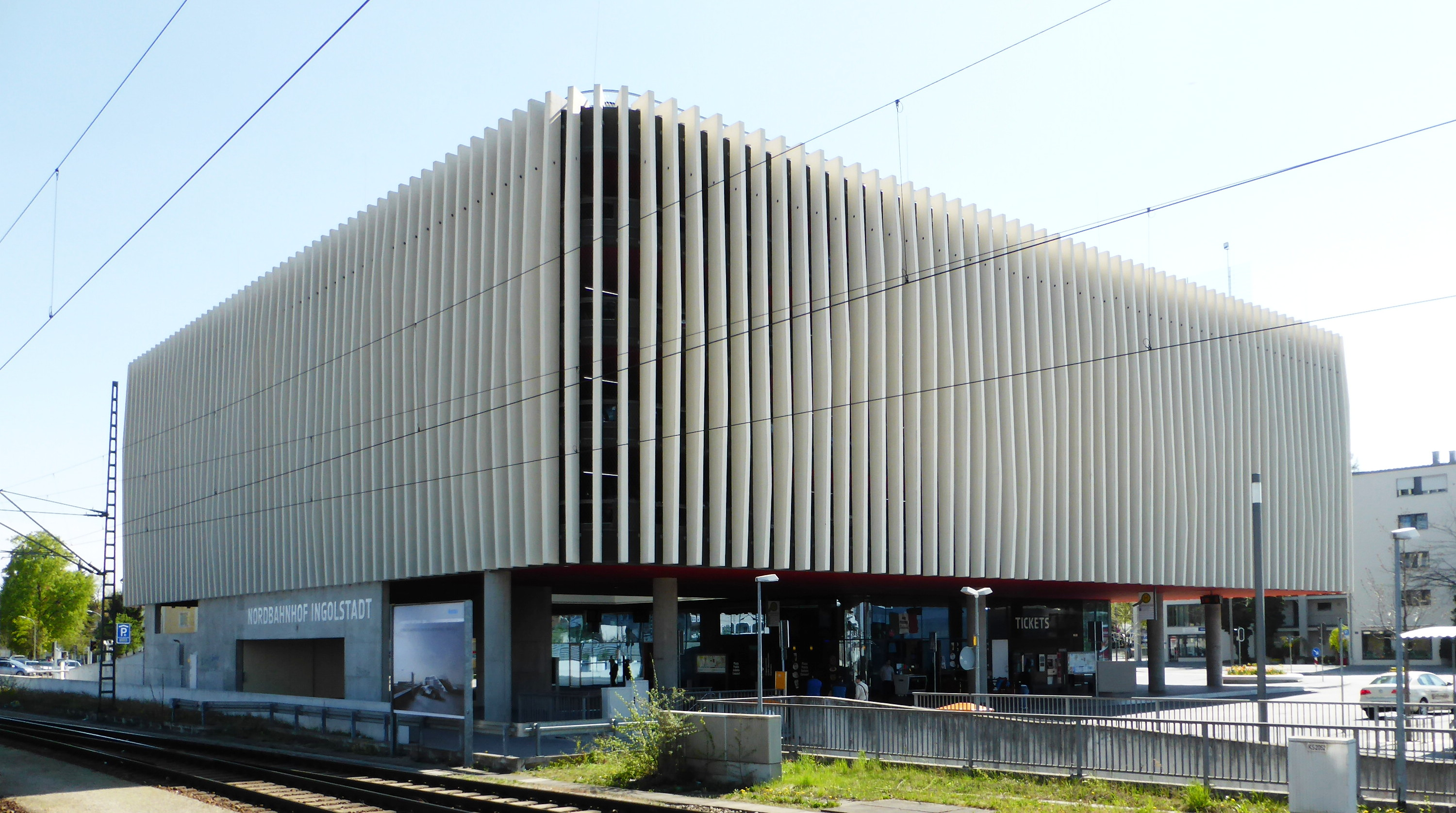
Nordbahnhof

Der Bahnhof wird im Betriebsstellenverzeichnis unter der Bezeichnung MIN geführt. Die Station wird vom Bahnhofsmanagement Rosenheim verwaltet.
Mit einer Steigung von bis zu 20 Promille gilt die Station als der steilste Regionalbahnhof Deutschlands (Stand: 2007).

## Geschichte

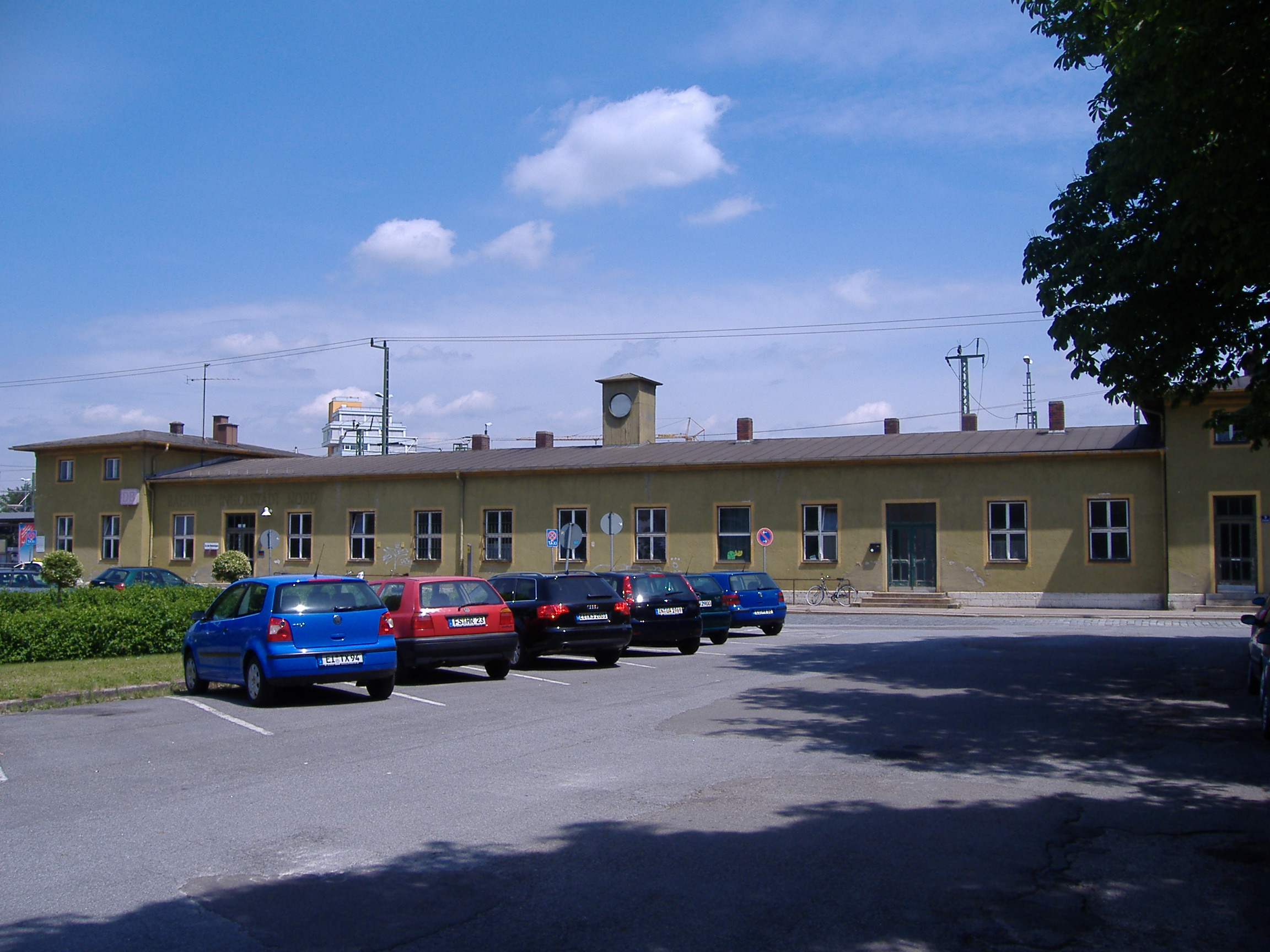
Das ehemalige Bahnhofsgebäude von 1870

Das erste Bahnhofsgebäude, das 1870 fertiggestellt wurde, bestand aus einer einfachen Holzkonstruktion, um es im Falle eines Krieges schnell abreißen zu können. Da der Bahnhof nördlich der Donau unmittelbar nordöstlich der Altstadt von Ingolstadt liegt, wurde er auch als Localbahnhof bezeichnet. Aufgrund der bedeutsamen Lage im Stadtzentrum nahm seine Bedeutung ab 1918 rapide zu. Die hier beginnende, 1904 eröffnete Bahnstrecke nach Riedenburg wurde 1972 für Personenzüge stillgelegt und 2004 abgebaut.

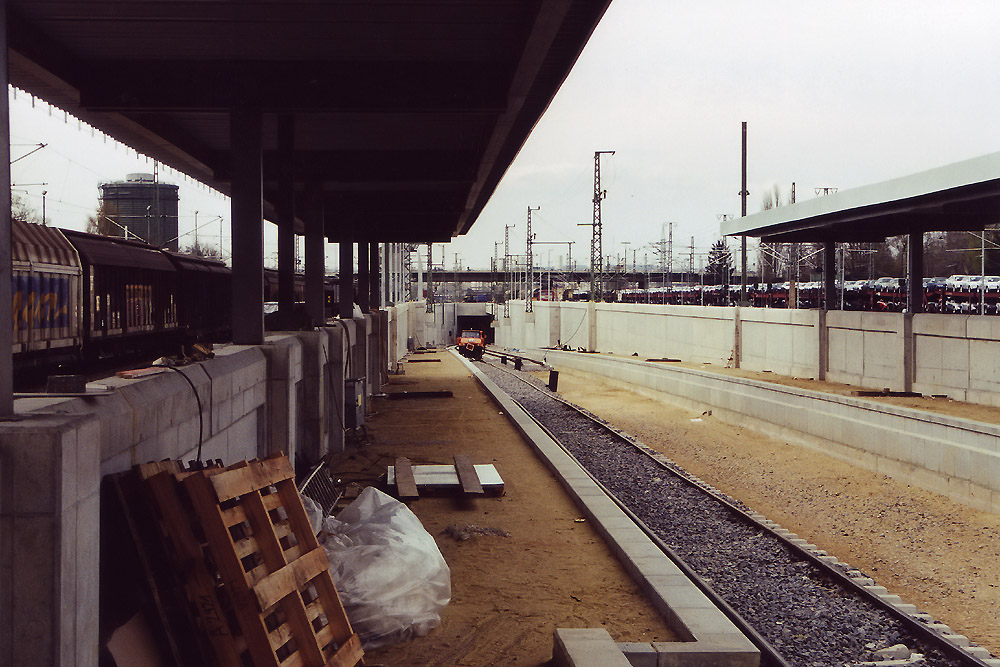
Der Nordbahnhof während der Umbauphase im Jahr 2002

Im Rahmen der Neubaustrecke Nürnberg–Ingolstadt wurde der Bahnhof umfassend umgebaut. Die Station war dabei Teil des Bauloses Knoten Ingolstadt, zu dem auch der dreigleisige Ausbau der Strecke bis zum Hauptbahnhof gehörte. Der Freistaat Bayern beauftragte den Bau von Bahnsteigen an den Gleisen der Neubaustrecke im Bahnhof Ingolstadt Nord. Mit dem Beginn des Planfeststellungsverfahrens für den Planfeststellungsabschnitt 72 der Neubaustrecke, vom Südportal des Auditunnels bis zum südlichen Donauufer, wurde dabei für Januar 1993 gerechnet. Nach dem Planungsstand von 1994 war die Nutzung des Bahnhofs durch Regionalzüge der Neubaustrecke noch als Option vorgesehen gewesen.
Das Bahnhofsgebäude von 1869/1870 wurde am 6. März 2010 abgerissen. Ab 2010 wurde ein neues Bahnhofsgebäude errichtet. Es fand ein Architektenwettbewerb statt, bei dem sich die Mehrheit des Stadtrates für den Abriss des Empfangsgebäudes und den Bau eines Parkhauses mit 290 Stellplätzen und integriertem Reisezentrum aussprach. Letzte Rettungsversuche von Ingolstädter Bürgern und einer Interessensgemeinschaft, das historische Gebäude von 1869/1870 zu erhalten, fanden im Stadtrat keinen Anklang und wurden abgelehnt.
Mit der Neubebauung des Bahnhofsgeländes verschwand das historische, noch dem Festungsreglement entsprechende Bahnhofsgebäude, das den kurzfristigen Abriss der dann meist aus Holz bestehenden Gebäude im Kriegsfall vorsah. Das alte Gebäude enthielt einen Fahrkartenverkaufsschalter, die Gepäckabfertigung sowie einen in der Nachkriegszeit betriebenen Kiosk. Der die Bahnanlagen querende Steg wurde durch eine beidseitig betretbare Unterführung ersetzt, großzügige überdachte Radabstellanlagen beiderseits der Gleise ergänzen die Anlage.
Neben dem eigentlichen Bahnhofsgebäude verschwanden zeitgleich oder zeitlich versetzt auch das Stellwerk Ingolstadt Nord, nahe der Theodor-Heuss-Straße Richtung Audi gelegen, das BayWa-Gelände mit Verkauf, Silogebäude und Tankstellenbereich sowie der begrünte Bahnhofsvorplatz und einige Nebengebäude der Bahn und die entsprechenden Bahnhofsschilder nahe dem Gießereigelände.
An Stelle des historischen Gebäudes wurde ein neues Bahnhofsgebäude errichtet, das im Wesentlichen einige Läden, ein Parkhaus und die Busleitzentrale beherbergt. Neben dem Gebäude befindet sich ein kleiner Busbahnhof mit Busbetriebshof. Ein die Bahnlinien darstellendes Wandgemälde in der Halle des alten Bahnhofsgebäudes wurde entgegen damaliger Pressemeldungen nicht in das neue Gebäude übernommen, ein Fahrkartenschalter fehlt.
Am neuen Gebäude befindet sich der entsprechende Schriftzug, auch eine Bahnhofsuhr ist vorhanden. Ein Wartebereich für Flughafenbuspassagiere ist vorhanden, die Bahnlinie wurde weitgehend mit Lärmschutzwänden versehen, ein drittes Gleis ergänzt die ehemals weitgehend zweigleisige Verbindung zwischen Ingolstadt Nord und Ingolstadt Hauptbahnhof. Auf dem ehemaligen Gießereigelände entstand die neue Fachhochschule / Technische Hochschule, die entsprechenden Gleisanlagen wurden entfernt.

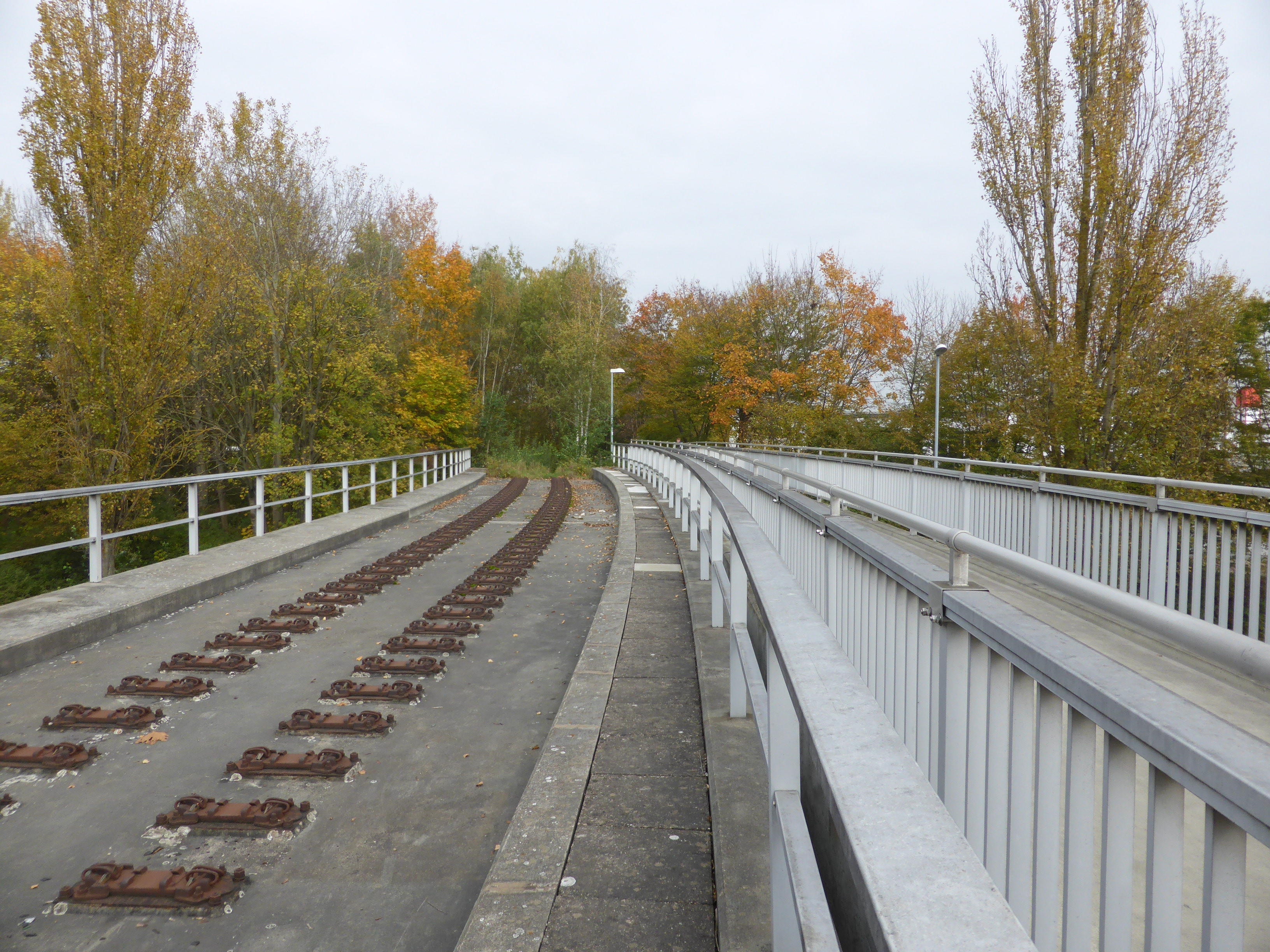
Ehemalige Eisenbahnbrücke am Park

Die in der Nachkriegszeit bestehenden straßenbegleitenden Schienen zur Spinnereimaschinenfabrik Despag bzw. Schubert & Salzer (beginnend nahe dem alten Sägewerk, im Bereich des heutigen McDonald’s) und deren Ringschluss mit dem Industriegleis Nordbahnhof Richtung Raffinerie waren bereits stillgelegt und entfernt. Eine Fußgängerbrücke am Stadtteilpark und einige Schienenfragmente nahe der Autobahn sowie einige Straßenzüge (z. B. ehemals Schwarzer Weg, Wegeführung über Nordlichtkino-Büropa) erinnern heute noch daran. Die Gleise Richtung Militärbahnhof in der Stadtmitte verschwanden mit diesem, auch ein Bedarfshalt zur Landesgartenschau im heutigen Klenzepark wurde wieder aufgegeben.
Hinzu kamen Gleise in Richtung Raffinerie, Audi-GVZ (Güterverkehrszentrum) und der Auditunnel. Der beschrankte Bahnübergang Ringlerstraße wurde durch eine Unterführung für Radler und Fußgänger ersetzt. Eine Fußgängerbrücke verbindet Oberhaunstadt mit dem Ingolstädter Nordosten. Eine Verlegung eines unbeschrankten Bahnübergangs am Schneller Weg und Errichtung einer Fußgängerunterführung ist angedacht.
Im Rahmen eines 2020 bekannt gewordenen „Sofortprogramms“ zur Attraktivitätssteigerung von Bahnhöfen sind Investitionen von 240.000 Euro vorgesehen.

## Verkehrliche Bedeutung

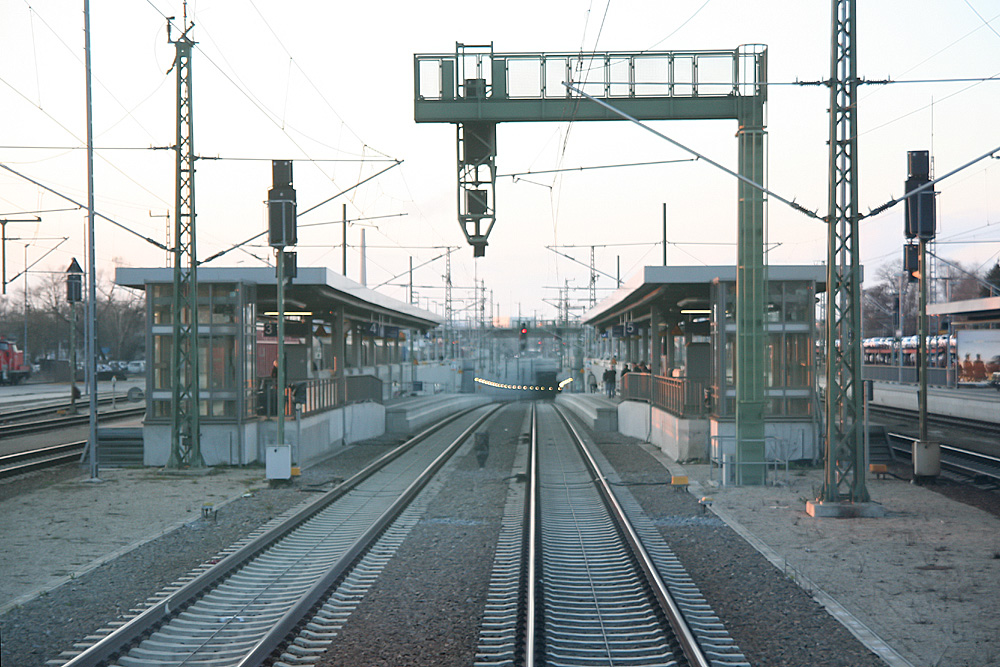
Bahnhof Ingolstadt Nord, Blick vom Steuerwagen des München-Nürnberg-Express aus in Richtung Norden

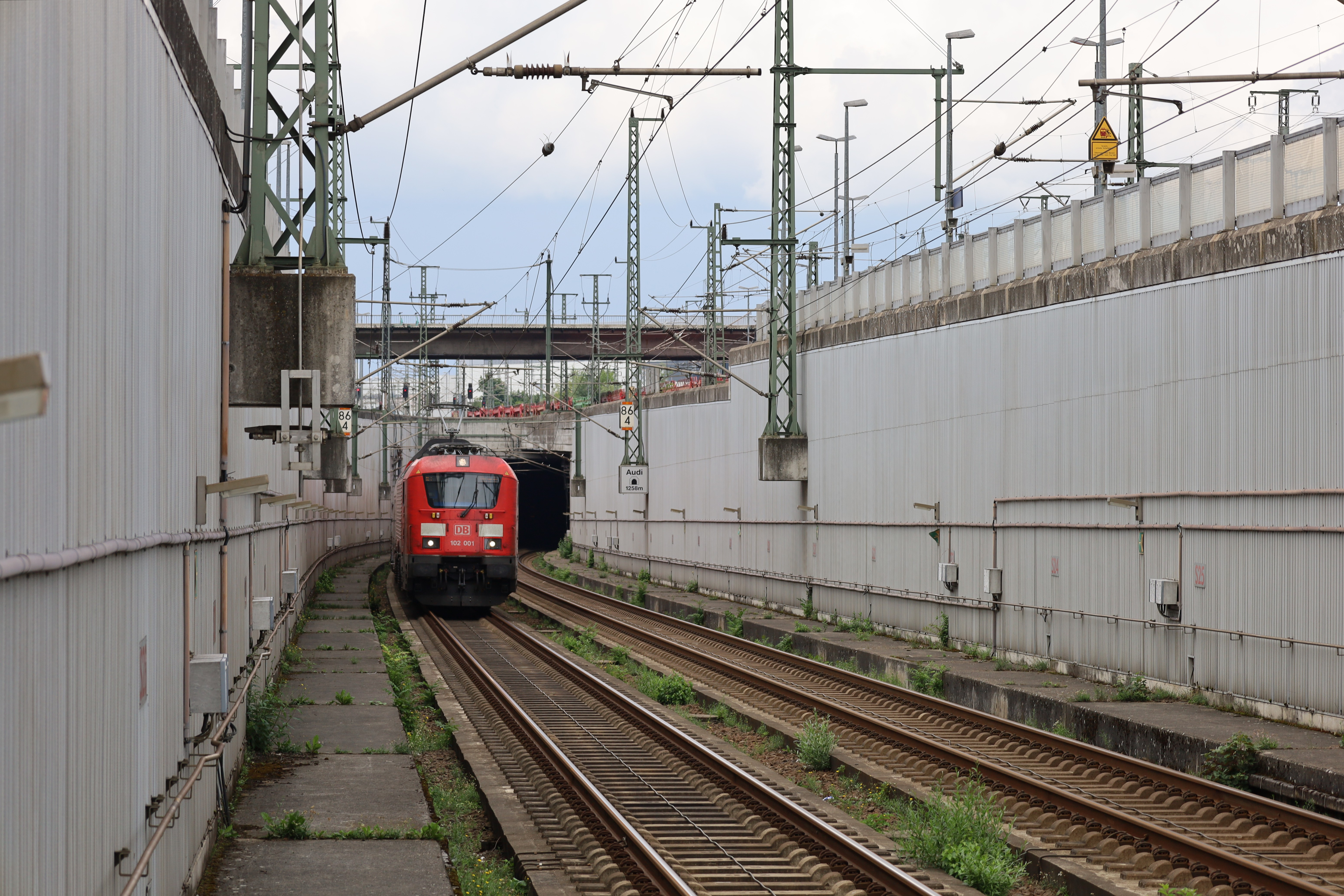
Ein RE1 verlässt den Auditunnel der Schnellfahrstrecke Nürnberg–Ingolstadt kurz vor dem Halt in Ingolstadt Nord.

Im Bahnhof Ingolstadt Nord wird die Schnellfahrstrecke Nürnberg–Ingolstadt aus der Bahnstrecke München–Treuchtlingen (KBS 990) ausgefädelt. Bereits im Bahnhof sind die Gleise der Schnellfahrstrecke abschüssig, um in den direkt an den Bahnhof anschließenden Auditunnel zu verlaufen. Des Weiteren zweigt ein stark genutztes Gütergleis zu den Raffinerien ab, die sich im Osten der Stadt befinden.

### Personenverkehr
Der Nordbahnhof wird nur von Zügen des Regionalverkehrs bedient, die ICE- und IC-Züge halten nicht. Somit gestaltet sich die Bedienung des Bahnhofs folgendermaßen:
| Linie                    | Strecke                                                                                                | Taktfrequenz                                  |
| ------------------------ | --- | --------------------------------------------- |
| RE1                      | München-Nürnberg-Express: (München –) Ingolstadt – Ingolstadt Nord – Allersberg – Nürnberg             | Zweistundentakt Wochenende: teils Stundentakt |
| RB14                     | Ingolstadt – Ingolstadt Nord – Eichstätt Bahnhof – Eichstätt Stadt                                     | stündlich in HVZ                              |
| RB16                     | München – Ingolstadt – Ingolstadt Nord – Eichstätt Bahnhof – Treuchtlingen (zweistündlich: – Nürnberg) | Stundentakt                                   |
| RB16                     | München – Pfaffenhofen – Ingolstadt – Ingolstadt Nord                                                  | einzelne Züge                                 |
| RB17                     | Regensburg – Ingolstadt Nord                                                                           | etwa stündlich (Mo–Fr)                        |
| Stand: 13. Dezember 2020 | |                                               |

Da der Nordbahnhof im Unterschied zum Hauptbahnhof nah am Stadtzentrum sowie in Nachbarschaft zu den Audi-Werken liegt, wird er besonders von Schülern, Studenten und Audi-Mitarbeitern genutzt, die aus der Region anreisen.

### Güterverkehr
Im Bahnhof Ingolstadt Nord hat der Güterverkehr eine herausragende Rolle. Dort kommen zahlreiche Güterzüge mit Zulieferteilen für die Audi-Werke an. Diese Züge werden im Bahnhof getrennt und in die Werksanschlüsse des Autobauers rangiert. Deshalb sind ausgedehnte Gleisanlagen vorhanden, auf denen rund um die Uhr Betrieb herrscht.
In Ingolstadt Nord zweigt darüber hinaus eine wenige Kilometer lange Strecke ab, die noch im Güterverkehr genutzt wird. Sie verzweigt sich am Stadtrand in verschiedene Güteranschlüsse zu einer Erdölraffinerie, zum Gewerbegebiet InterPark (auf dem Gelände der ehemaligen Shell-Raffinerie) sowie zum Kraftwerk Ingolstadt.

### Busverkehr
| Linie | Strecke                                                                                                   |
| ----- | --- |
| 15    | Wettstetten–Etting–Audi–Nordbahnhof–ZOB                                                                   |
| 20    | Ingolstadt Village–Goethestraße–Nordbahnhof–Rathausplatz–Ringsee                                          |
| 25    | Pförring–Oberdolling–Theißing–Demling–Großmehring–Nordbahnhof–ZOB                                         |
| 26    | Pförring–Vohburg–(Irsching)–Großmehring–Nordbahnhof–ZOB                                                   |
| 30    | (Stammham–Hepberg–)Lenting–Oberhaunstadt–Nordbahnhof–ZOB–Rathausplatz–Ringsee–Niederfeld                  |
| 31    | Oberhaunstadt–Nordbahnhof–Rathausplatz–Schulzentrum Südwest–Hauptbahnhof                                  |
| 40    | Kösching–Unterhaunstadt–Nordbahnhof–ZOB                                                                   |
| 41    | Römerstraße–Nordbahnhof–ZOB–Schulzentrum Südwest–Wallensteinstraße                                        |
| 44    | (GVZ–)Audi–Nordfriedhof–Nordbahnhof–ZOB–Hauptbahnhof–Oberbrunnenreuth–Zuchering–Hagau(–Karlshuld–Pöttmes) |
| 50    | Lippertshofen–Gaimersheim–Friedrichshofen–Klinikum–ZOB–Nordbahnhof                                        |
| 9221  | (Riedenburg–Bettbrunn–)Kasing–Kösching–Lenting–Oberhaunstadt–Nordbahnhof–ZOB (–Hauptbahnhof)              |
| 9226  | Appertshofen–Stammham–Hepberg–Lenting–Oberhaunstadt–Nordbahnhof–ZOB (–Hauptbahnhof)                       |
| N1    | Nordbahnhof–ZOB–Haltmayrstraße–Klinikum–Gerolfing–Irgertsheim                                             |
| N5    | ZOB–Nordbahnhof–Oberhaunstadt–Lenting–Hepberg–Stammham                                                    |
| N7    | Goethestraße–Nürnberger Straße–Nordbahnhof–ZOB                                                            |
| S6    | Audi–Nordbahnhof–Rathausplatz–Hauptbahnhof–Zuchering–Hagau–Karlskron                                      |

## Infrastruktur

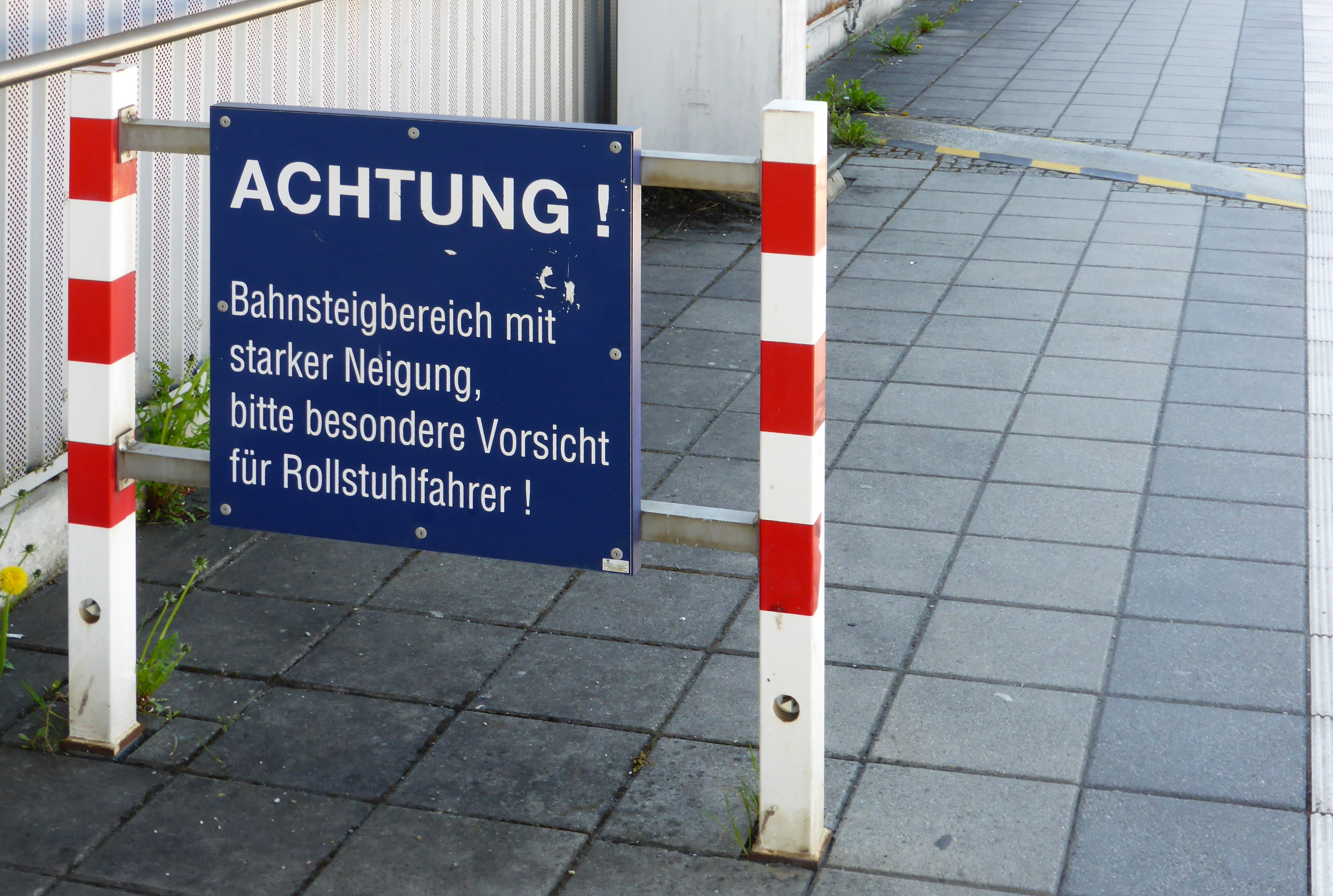
Warnschild zur Neigung

Der Bahnhof umfasst weitläufige Gleisanlagen, wovon an fünf Gleisen Bahnsteige mit den Gleisnummern 3 bis 7 vorhanden sind und von Reisezügen bedient werden. An den Gleisen 4 und 5 – diese gehören zur Neubaustrecke – halten ausschließlich die Züge des München-Nürnberg-Express. Alle Bahnsteige haben eine Höhe von 76 cm. Die Bahnsteige der Gleise 3, 6 und 7 haben eine Länge von 270 m, die der Gleise 4 und 5 eine Länge von 170 m. Alle Bahnsteige verfügen über Aufzüge; die Bahnsteige 4 und 5 sind wegen ihrer starken Neigung nur teilweise für Rollstuhlfahrer geeignet. Abgesehen von drei Fahrscheinautomaten, zwei Snack-Automaten und einem WC-Häuschen sind im Bahnhof keine Service-Leistungen vorhanden.
Die Bahnsteige der Neubaustrecke reichen knapp für einen Regionalzug mit sechs Wagen aus. Eine Hälfte des ersten oder letzten Wagens steht dabei bei einem Halt außerhalb des Bahnsteigbereichs. Sie liegen in einem Längsgefälle von bis zu 20 Promille und erhielten spezielle Sicherungsmaßnahmen. Dazu zählen rollhemmende Beläge und Schwellen, um unbeabsichtigt abrollende Objekte zu stoppen und in Richtung der Seitenwände zu lenken. Der Bahnhof gilt damit als der steilste Regionalbahnhof in Deutschland.